# Megistostigma cordatum
Megistostigma cordatum är en törelväxtart som beskrevs av Elmer Drew Merrill. Megistostigma cordatum ingår i släktet Megistostigma och familjen törelväxter. Inga underarter finns listade i Catalogue of Life.